# Dégorgement
 (juillet 2020).
Si vous disposez d'ouvrages ou d'articles de référence ou si vous connaissez des sites web de qualité traitant du thème abordé ici, merci de compléter l'article en donnant les références utiles à sa vérifiabilité et en les liant à la section « Notes et références ».
Le dégorgement est une étape du processus de vinification du champagne qui consiste à provoquer l'expulsion du dépôt de levure concentré présent dans le col de la bouteille sous l'effet de la pression interne.

## Méthodes
Il s'agit pour le dégorgeur de déboucher la bouteille, qui a été préalablement ramenée à la verticale celui-ci peut agir de deux manières.

### À la volée

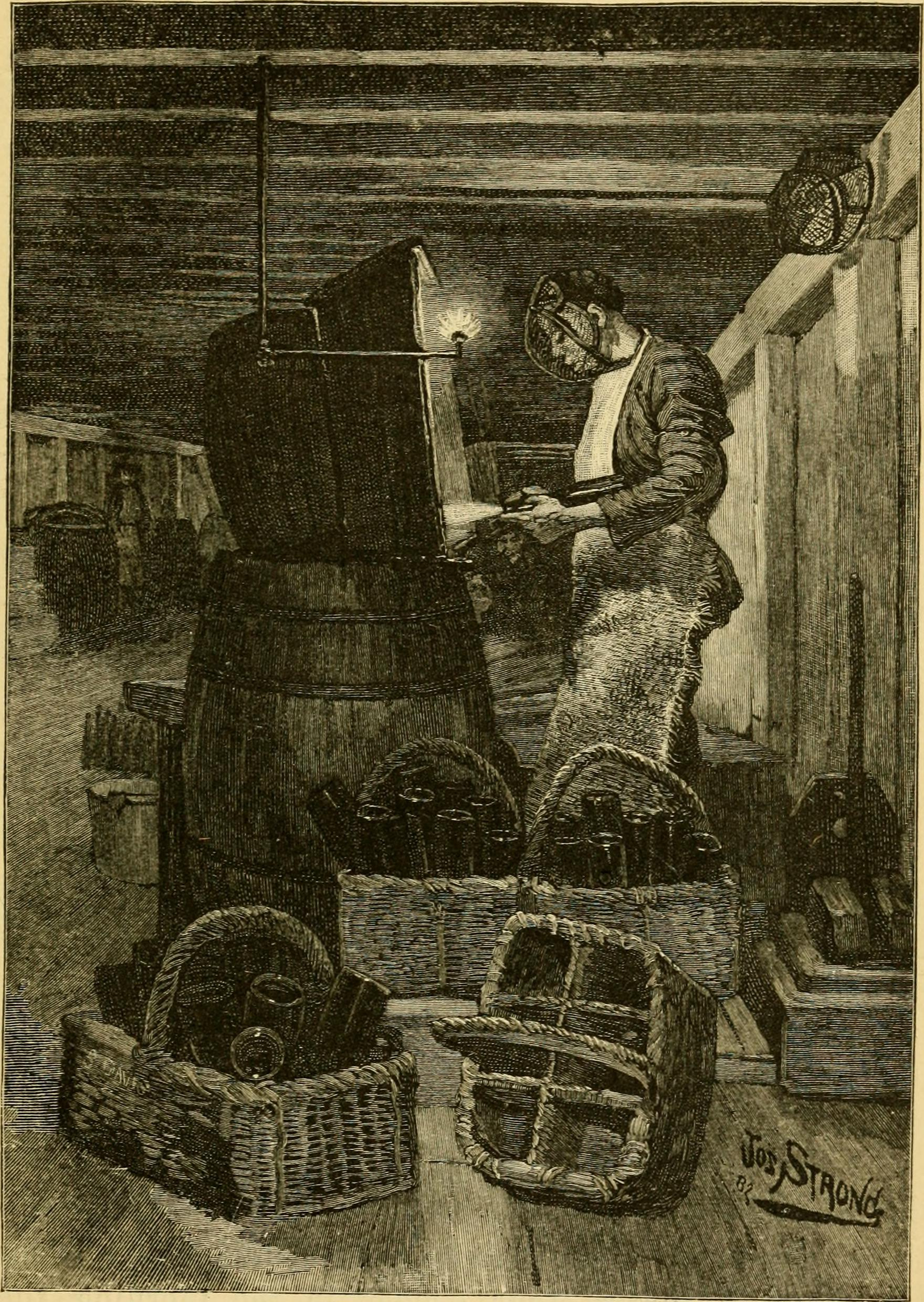
Dégorgement à la volée, Amérique centrale, 1833

C'est-à-dire sans préparation préalable du vin. Il maintient la bouteille verticale ou légèrement inclinée sur l'avant-bras gauche, le culot au niveau du creux du bras et engage la clé (ou la pince à dégorger) sur la fermeture et relève rapidement la bouteille. Lorsque la bulle de gaz carbonique arrive au niveau du dépôt, il arrache vivement la capsule-couronne (ou le bouchon et l'agrafe). La pression chasse alors le bidule (ou bouchon) et le dépôt simultanément.
Il lui reste à contrôler la limpidité du vin, à le humer pour vérifier qu'il ne présente pas la moindre odeur anormale, à obturer le goulot de la bouteille avec le pouce de la main gauche et à placer celle-ci en attente sur la doseuse.
Un bon coup de main et une solide expérience sont indispensables pour tenir la cadence moyenne de 400 bouteilles/h. En effet si la bouteille est relevée trop tôt, le dépôt se mélange au vin et le rend impropre à la consommation. Si au contraire elle n'est pas assez relevée, une grande quantité de vin se trouve perdue.

### À la glace

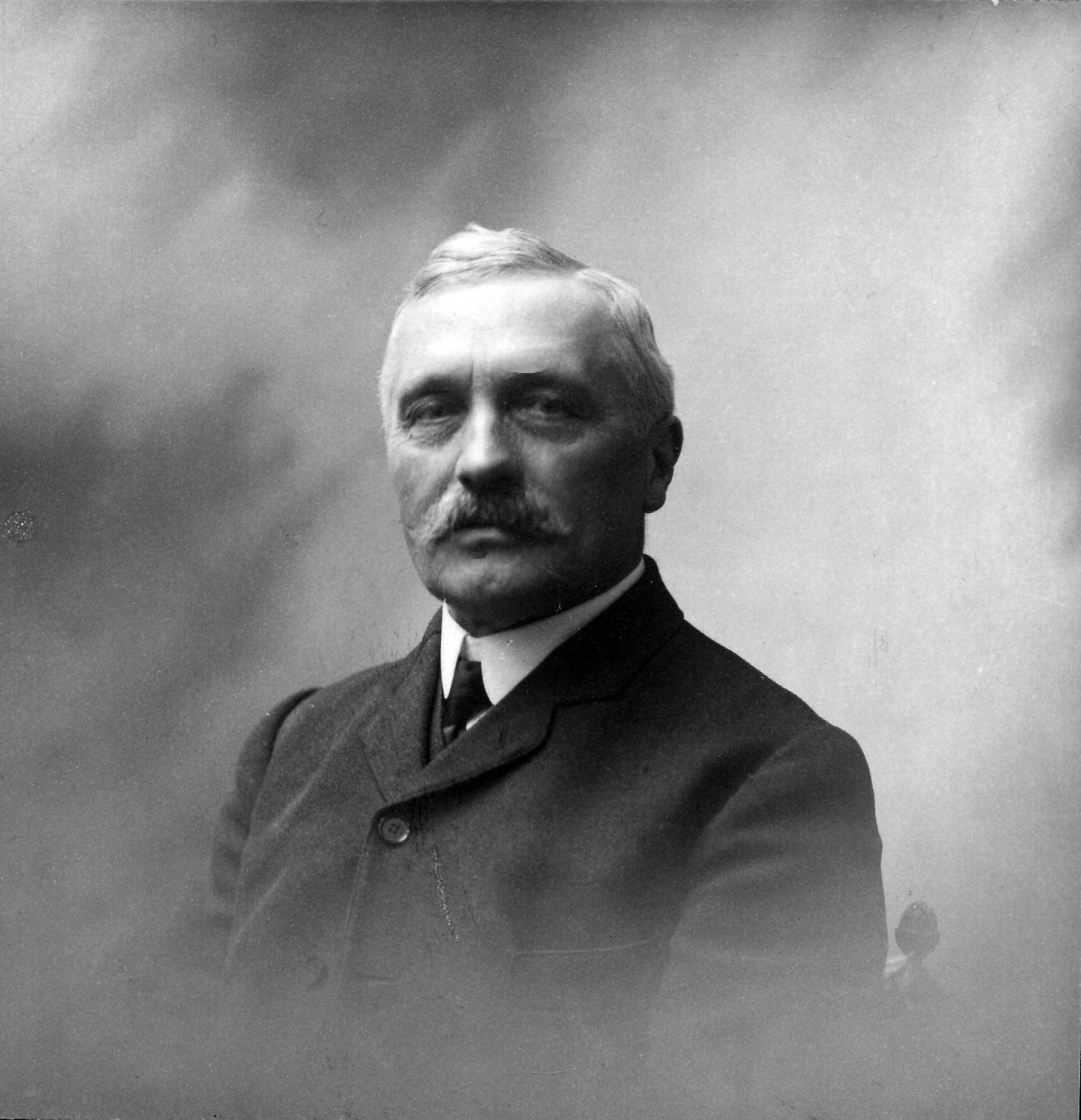
Armand Walfard, inventeur du dégorgement à la glace.

C'est-à-dire après congélation du dépôt dans le col de la bouteille. La technique consiste à plonger le col de la bouteille dans un bac réfrigérant de fluide calo porteur (saumure, monopropylène Glycol, 1.3 propandiol) maintenue à une température constante de l'ordre de -25 °C. Il se forme alors un bouchon de glace sur quatre centimètres environ qui emprisonne le dépôt. Après quelques minutes, la bouteille est redressée et décapsulée. La pression expulse le bidule et, avec lui, le glaçon et le dépôt qui en sont prisonniers.
De 800 bouteilles/h en cas de décapsulage à la main, le gain de productivité a été multiplié par plus de vingt avec la mécanisation, ce qui permit également de réduire la fatigue des cavistes.
Pour un observateur qui assiste à ces opérations, il y a un phénomène étonnant au moment de l'ouverture des bouteilles : aucun dégagement gazeux, aucune "mousse" même légère n'apparaît à la sortie du goulot. Cela tient à la fois à l'effet de sursaturation gazeuse qui s'est établie dans le flacon pendant la prise de mousse, à la basse température qui en favorise le maintien, et surtout à la délicatesse de la manipulation et à l'absence de tout choc sur les parois de la bouteille. Si le moindre heurt vient ébranler la bouteille, la sursaturation gazeuse explose et la bouteille gerbe (c'est-à-dire se vide) en quelques secondes.
On doit ce procédé au français Armand Walfard (1854-1944), gérant de la maison de Champagne Binet (it), qui le mis au point et en déposa une dizaine de brevets en France et à l'étranger à partir de 1881 (en Allemagne en 1891, aux États-Unis en 1892). En 1884, la première maison à l'adopter est Henri Abelé, viendront ensuite Moët & Chandon et Perrier-Jouët en 1891,.

## Matériel
Le dégorgement s'effectue sur des chantiers plus ou moins mécanisés et automatisés, dont les cadences varient de 1 000 à 18 000 bouteilles/h. Ceux-ci comprennent en général :
- un système de dépalettisation capable de prendre les bouteilles dans les caisses-palettes de remuage par le culot et de les introduire tête en bas dans le bac de dégorgement,
- un bac de congélation dans lequel sera formé le bouchon de glace,
- un système de retournement en sortie de bac pour remettre les bouteilles debout sur la chaîne,
- une dégorgeuse, qui est en fait une décapsuleuse mécanisée,
- une doseuse pour introduire la liqueur d'expédition, qui est constituée d'une tête de vidange pour faire de la place dans la bouteille, d'une tête de dosage proprement dit et d'une tête de remise à niveau,
- une boucheuse,
- une museleuse,
- un agitateur qui permettra de rendre homogène la liqueur d'expédition et le vin,
- un palettiseur de bouteilles pour remettre celles-ci en caisses-palettes, en attendant leur habillage.